# فيليب هاموند
فيليب هاموند (بالإنجليزية: Philip Hammond) (ولد في 4 ديسمبر 1955) هو سياسي من المحافظين البريطانيين الذي كان وزير الدولة للشؤون الخارجية والكومنولث منذ 15 يوليو 2014.
دخل هاموند أول برلمان بعد انتخابه في عام 1997 كعضو في البرلمان عن رونيميد وايبريدج. تمت ترقيته إلى مجلس الوزراء في عهد ديفيد كاميرون في عام 2005 وأصبح أمين سر الدولة البديل لشؤون العمل والمعاشات، وبقي في هذا المنصب حتى تعديل وزاري عام 2007، حيث أصبح رئيس أمناء سر وزارة الخزانة البريطانية.
بعد تشكيل حكومة التحالف في مايو 2010، تم تعيينه وزير الدولة للنقل وأدى اليمين الدستورية لمجلس الملكة الخاص. ومع استقالة ليام فوكس بسبب فضيحة في أكتوبر 2011، تمت ترقية هاموند إلى وزير الدولة لشؤون الدفاع، وفي يوليو عام 2014، أصبح وزير الدولة للشؤون الخارجية والكومنولث.

## روابط خارجية
- فيليب هاموند على موقع الموسوعة البريطانية (الإنجليزية)
- فيليب هاموند على موقع مونزينجر (الألمانية)
- فيليب هاموند على موقع ميوزك برينز (الإنجليزية)